# العجاب في بيان الأسباب
كتاب العجاب في بيان الأسباب، هو كتاب في أسباب نزول آيات القرآن الكريم من تأليف أبي الفضل أحمد بن علي بن محمد بن أحمد بن حجر العسقلاني (المتوفى: 852هـ)، ويتحدث الكتاب عن موضوع مهم من الموضوعات التي تتعلق بالقرآن الكريم، وهو علم أسباب النزول، وهذا العلم يبين لنا الظرف الزماني والمكاني لنزول الآية.

## الموضوع العام للكتاب
يتحدث الكتاب عن موضوع مهم من الموضوعات التي تتعلق بالقرآن الكريم، وهو علم أسباب النزول، وهذا العلم يبين لنا الظرف الزماني والمكاني لنزول الآية، ومعرفتها مهم جدا لأن الآيات بالرغم من كونها عامة إلا أن معرفة سبب نزولها يكشف عن المراد منها وعن حقيقة الحكم الفقهي فيها إن كانت الآية من آيات الأحكام، كما أنه من فوائد معرفة أسباب النزول: "وجه الحكمة الباعثة على تشريع الحكم، ومنها تخصيص الحكم به عند من يرى أن العبرة بخصوص السبب، ومنها الوقوف على المعنى. قال الشيخ أبو الفتح القشيري: بيان سبب النزول طريق قوي في فهم معاني الكتاب العزيز وهو أمر تحصل للصحابة بقرائن تحتف بالقضايا،
ومنها أنه قد يكون اللفظ عاما ويقوم الدليل على التخصيص... ومن الفوائد أيضا دفع توهم الحصر".

## منهجه في الكتاب
أولا: قال المؤلف: «لما رأيت الناس عكفوا على كتابه [يقصد الواحدي] وسلموا له الاستبداد بهذا الفن من فحوى خطابه تتبعت مع -تلخيص كلامه- ما فاته محذوف الأسانيد غالبا، لكن مع بيان حال ذلك الحديث من الصحة والحسن والضعف والوهاء قصد النصح للمسلمين، وذبًا عن حديث سيد المرسلين، ولا سيما فيما يتعلق بالكتاب المبين».
ويعني هذا أنه تتبع ما فات الواحدي في كتابه عن أسباب النزول، مع الحكم على الأسانيد قبولا وردا.
ثانيا: قال المؤلف: «فأبدأ غالبًا بكلام الواحدي، ثم بما استفدته من كلام الجعبري، ثم بما التقطه من كتب غيرهما من كتب التفاسير وكتب المغازي، وكتب المسانيد والسنن والآثار، وغير ذلك من الأجزاء المتفرقة، ناسبًا كل رواية لراويها وكل مقالة لمخرجها» فكتابه إذن مكمل للكتب السابقة مضيف إليها.
ثالثا: يورد الآية بل بعضها ثم يسوق الروايات كما هي طريقة الواحدي، وإذا أراد أن يورد قولًا آخر عنون لذلك بقوله: «قول آخر» أو «سبب آخر».

## مميزات الكتاب
1. يعد من أوسع الكتب في بيان أسباب النزول.
2. نجد في الكتاب نقولا من تفاسير تعد الآن في عداد المفقود كتفسير الفريابي، وسنيد، وإسحاق بن راهوية، وعبد بن حميد، وابن المنذر، وأبي الشيخ ابن حيان وابن شاهين، وابن مردويه وغيرهم.
3. هذا الكتاب يبالغ في استقصاء الأسانيد، وعزو الأقوال إلى قائليها، وبيان مصادر الروايات، ويلاحق الواحدي وغيره في إظهار مآخذهم، وذكر المؤاخذات، عليهم.
4. قال المؤلف: «فأبدأ غالبًا بكلام الواحدي، ثم بما استفدته من كلام الجعبري، ثم بما التقطه من كتب غيرهما من كتب التفاسير وكتب المغازي، وكتب المسانيد والسنن والآثار، وغير ذلك من الأجزاء المتفرقة، ناسبًا كل رواية لراويها وكل مقالة لمخرجها» فكتابه إذن مكمل للكتب السابقة مضيف إليها.
5. تطرق الكتاب إلى مسائل فقهية وأصولية.
6. كان يضيف فوائد تفسيرية.
7. أورد القراءات في بعض الآيات.
8. ذكر الناسخ والمنسوخ في بعض المواضع.[6]

## طبعات الكتاب
1. طبعة دار ابن الجوزي، بتحقيق عبد الحكيم محمد الأنيس.
2. طبعة دار ابن حزم، بتحقيق: فواز أحمد زملي، سنة النشر: 1422هـ.